# Gokspel in Cambodja

De ligging van Cambodja in Azië.

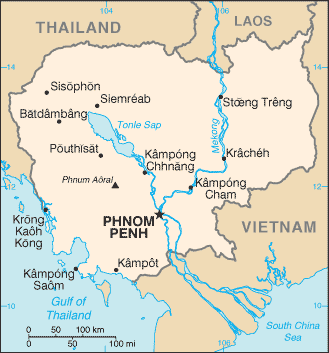
Een overzichtskaart van Cambodja.

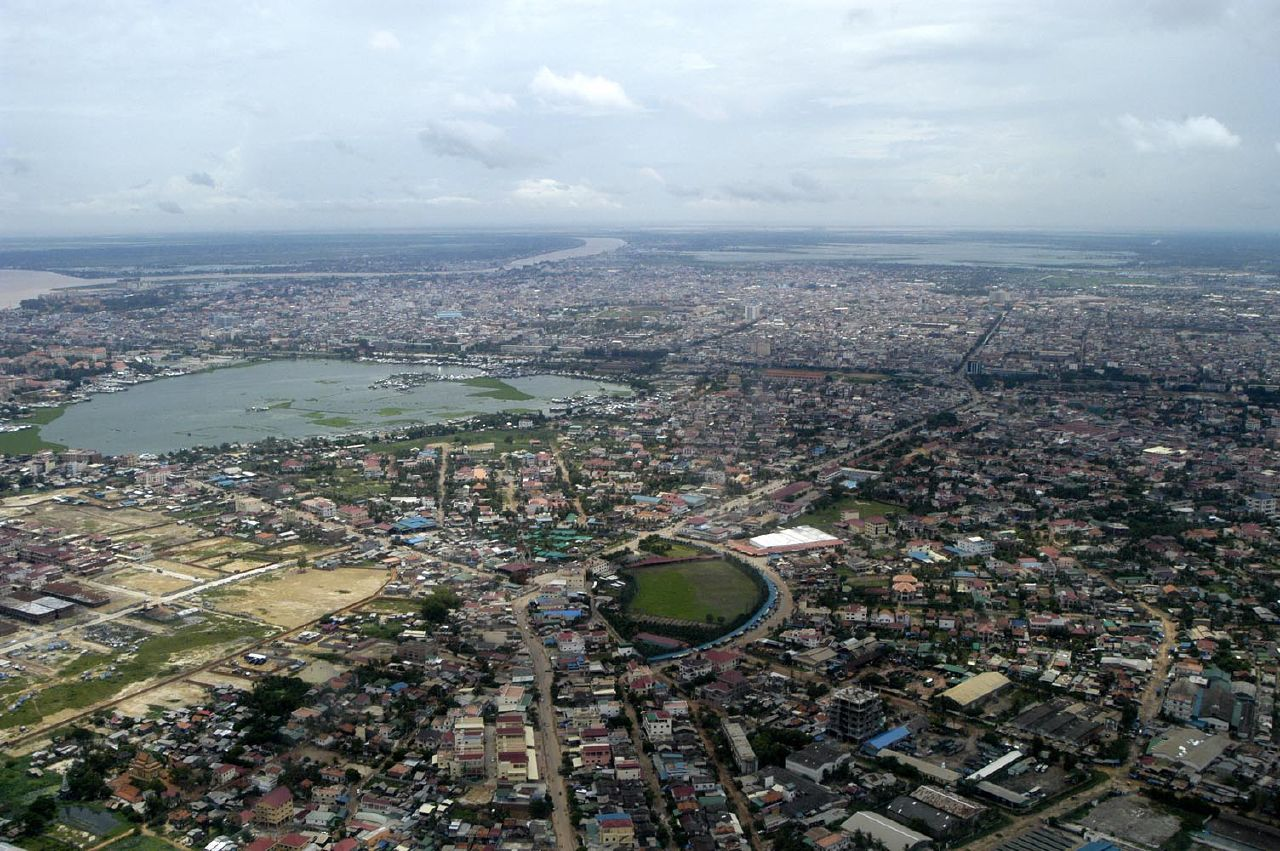
Een luchtfoto van de hoofdstad Phnom Penh.

Gokspel in Cambodja is een spionageroman van auteur Gérard de Villiers en is het 35e deel uit de S.A.S.-reeks met als protagonist de Oostenrijkse prins en freelance CIA-agent Malko Linge.

## Het verhaal
In de Cambodjaanse oorlog steunen de Verenigde Staten openlijk maarschalk Lon Nol, de huidige heerser van het land, in zijn gevecht tegen de communistische Rode Khmer. Tegelijkertijd proberen de Verenigde Staten de positie van de tweede man van het regime, generaal Oung Krom, te ondermijnen. Om de vredesonderhandelingen succesvol te laten verlopen, is het noodzakelijk dat Krom van het toneel verdwijnt.
Ondertussen voert het districtshoofd van de CIA in Phnom Penh zijn eigen oorlog: een oorlog tegen zijn echtgenote.

## Personages
- Malko Linge, een Oostenrijkse prins en CIA-agent;
- Oung Krom, een generaal van het Cambodjaanse leger en tweede man van het regime;
- Liz, de vrouw van het districtshoofd in Cambodja.